# تخزين المياه

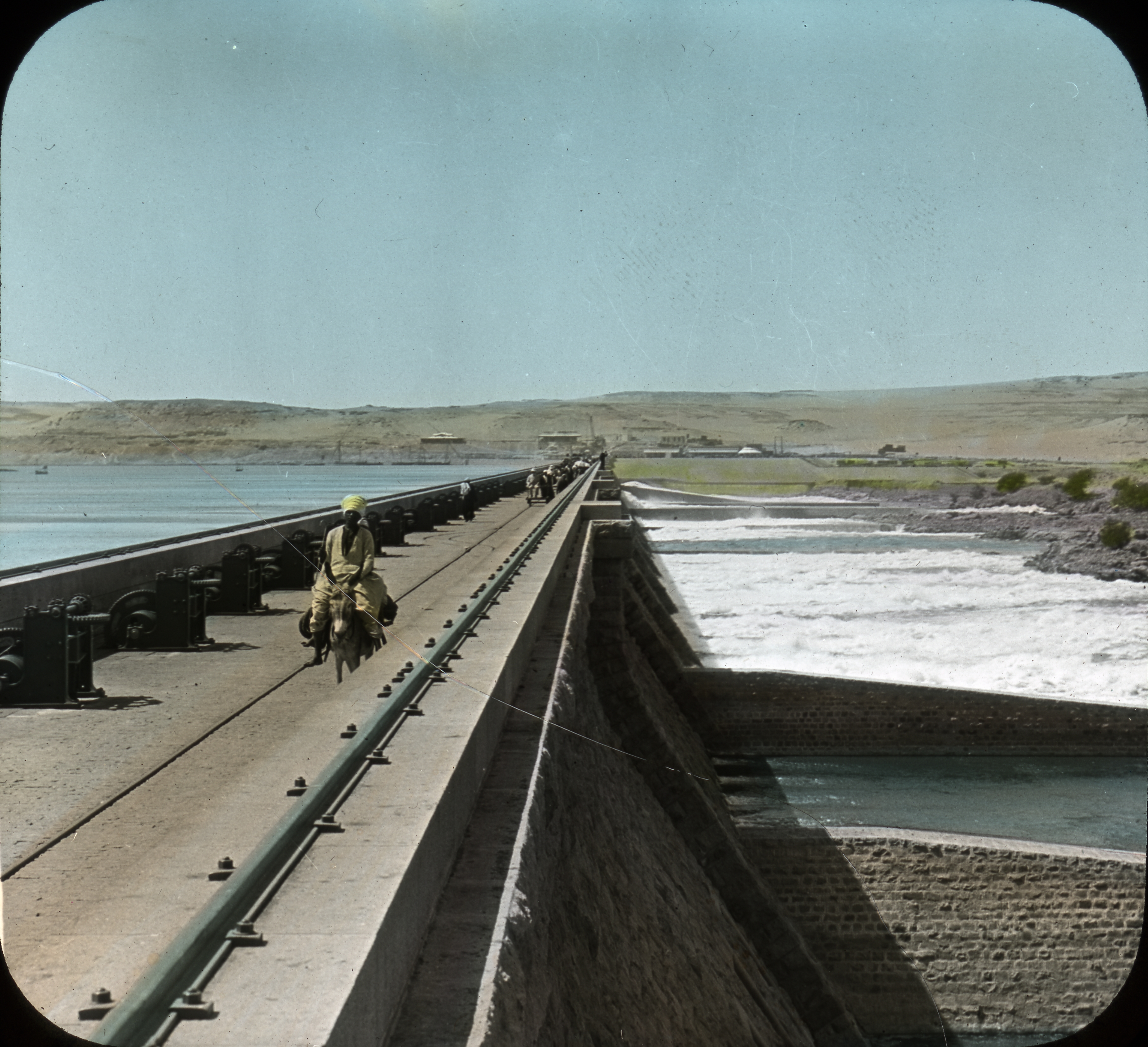

تخزين المياه هو مصطلح عام يشير إلى تخزين مياه الشرب لغرض الاستهلاك والمياه غير الصالحة للشرب للاستخدام الزراعي. يوجد حاجة لتخزين المياه الصالحة للشرب خلال موسم الجفاف في الدول النامية وبعض الدول المتقدمة الموجودة في مناخ استوائي. في مجال تخزين المياه الزراعية، تُخزَّن المياه لاستخدامها لاحقًا في مصادر المياه الطبيعية، كطبقات المياه الجوفية ومياه التربة والمناطق الرطبة الطبيعية والبرك الصناعية الصغيرة والأحواض والخزانات خلف السدود الكبرى. يلفت تخزين المياه الانتباه إلى مجموعة من القضايا المحتملة بصرف النظر عن الغاية المقصودة من المياه، بما في ذلك التلوث بوسائل عضوية وغير عضوية.

## أنماط تخزين المياه

### المياه الجوفية
تنتشر المياه الجوفية تحت سطح الأرض في مسامات التربة وشقوق التكوينات الصخرية. تُعرف مجموعة الصخور أو الرواسب غير المجمعة باسم الخزان المائي الجوفي عندما يكون بإمكانها إنتاج كمية صالحة للاستخدام من المياه. يُطلق على العمق الذي تصبح فيه مساحات أو شقوق التربة والفجوات في الصخور مشبعة بالماء تمامًا اسم منسوب المياه الجوفية. هناك نوعان رئيسيان لطبقات المياه الجوفية: طبقة المياه الجوفية غير المحصورة حيث لا تقيد الصخور غير المنفذة سطح المياه، لذا يكون منسوب المياه الجوفية واقعًا تحت الضغط الجوي. في طبقة مياه جوفية محصورة، تغطي طبقة من الصخور المنفذة السطح العلوي للمياه، فتُخزَّن المياه الجوفية تحت الضغط.
تستمد الطبقات الجوفية المياه بوسيلتين، أحدهما الهطول المتدفق عبر المنطقة غير المشبعة من التربة، والأخرى من البحيرات والأنهار. عندما يبلغ منسوب الماء سعته الاستيعابية، أو عندما تكون التربة مشبعة بالكامل، يلتقي منسوب الماء بسطح الأرض حيث تُصرَّف المياه في شكل ينابيع أو تسربات.
من الممكن أيضًا إعادة تغذية طبقات المياه الجوفية اصطناعيًا (باستخدام الآبار)، مثلًا عبر تخزين المياه الجوفية وانعاشها.

### رطوبة التربة
تُخزّن المياه الجوفية في منطقتين: أحدهما المنطقة المشبعة أو طبقة المياه الجوفية، والأخرى هي مساحة مسام التربة غير المشبعة الموجودة تحت سطح الأرض مباشرة. تُعرف رطوبة التربة بالماء المُخزَّن بين ذرات التربة في المنطقة الجذرية (الغلاف الجذوري) للنباتات، والتي توجد عمومًا في أعلى 200 سم من التربة. يُعد تخزين المياه في التربة مهمًا جدًا لغايات الزراعة، وخاصة في المواقع التي تعتمد على هطول الأمطار لزراعة النباتات. على سبيل المثال، تشكل الزراعة البعلية في أفريقيا نسبة 95% من الأراضي الزراعية.

### المناطق الرطبة
تمتد المناطق الرطبة عبر الواجهة السطحية وشبه السطحية، حيث تُخزَّن المياه في أوقات مختلفة كالمياه الجوفية ورطوبة التربة والمياه السطحية. وهي أنظمة بيئية حيوية تدعم الحياة البرية وتقدم خدمات قيمة للنظام البيئي، كالحماية من الفيضانات وتنقية المياه. توفر أيضًا مصادر رزق ملايين البشر الذين يعيشون فيها وحولها. على سبيل المثال، توفر الدلتا الداخلية لنهر النيجر في منطقة الساحل الغربي الدعم لأكثر من مليون شخص يعملون في الصيد أو تربية المواشي أو الزراعة، بتوظيف الارتفاع والانخفاض السنوي في المياه النهرية والسهول الفيضية.
تُعد المناطق الرطبة أساسًا الإسفنج الذي يحتجز كميات كبيرة من المياه الناجمة عن هطول الأمطار وذوبان الجليد ومياه الفيضانات والجوفية ويصرفها ببطء. تبطئ الأشجار ونباتات المناطق الرطبة سرعة مياه الفيضانات وتوزعها باتزان أكثر على الأراضي الرطبة. يساهم تضافر تخزين المياه المتزايد والعوائق التي تحول من حدوث الفيضانات في انخفاض مستويات الفيضان وتقليل التعرية.

### الأحواض والخزانات
يمكن تعريف أحواض الاحتجاز وخزانات المياه بأنها مخازن مياه توجد في المجتمعات المحلية والمنازل، وتُملأ بمياه الأمطار أو بالمياه الجوفية المتسربة أو الجريان السطحي. عادة ما تكون مفتوحة، وبالتالي فهي مُعرّضة لمستويات عالية من التبخر. قد تكون مفيدة جدًا في مساعدة المزارعين بالتغلب على موجات الجفاف. مع ذلك، قد تؤدي إلى زيادة الأمراض المحمولة بالنواقل كالملاريا أو البلهارسيا.
صُممت الأحواض لتخزين مياه الفيضانات مؤقتًا ولا تتيح تجميع المياه الدائم وبالتالي لا تُعد مصادر تخزين مياه فعالة أو موثوقة. تتشابه أحواض الاحتفاظ مع أحواض الاحتجاز في أغراض إدارة مكافحة الفيضانات، ولكنها تُشيّد لجمع المياه بصورة دائمة للسيطرة على الرواسب والملوثات في مياه الفيضانات.

### السدود والخزانات
في الماضي، كانت السدود الكبيرة في كثير من الأحيان محور تركيز جهود تخزين المياه. عادت الكثير من السدود الكبيرة وخزاناتها بفوائد اجتماعية واقتصادية كبيرة. على سبيل المثال، وفر السد العالي في أسوان في جنوب مصر، الذي بُني في ستينيات القرن العشرين، الحماية للدولة من الجفاف والفيضانات، ووفر الإمدادات المائية المستخدمة في ري نحو 15 مليون هكتار. بيد أن السدود يمكن أن تكون ذات آثار سلبية كبيرة. نظرًا للرواسب التي يحتجزها السد العالي في أسوان، لم يعد بإمكان نهر النيل إمداد السهل الفيضي بكميات كبيرة من المغذيات. أدى ذلك إلى انخفاض خصوبة التربة وزيادة الحاجة إلى الأسمدة. يمكن معالجة المياه المخزنة في السدود والخزانات لتصبح صالحة للشرب، ولكن نظرًا لسوء فرض الضرائب وارتفاع أسعار المياه في الولايات المتحدة في الماضي، لم تتمكن سدود المياه من بلوغ مستويات التشغيل المستهدفة. أدت زيادة مساحة سطح المياه الناجمة عن السدود إلى فقد كميات هائلة من المياه بسبب التبخر، وذلك أكثر بكثير مما كان سيفقده النهر الذي يجري في مكانه.

## أحواض الزراعة
تشكل الزراعة البعلية 80% من الزراعة العالمية. يعيش العديد من الفقراء في العالم، والذي يبلغ عددهم 852 مليون نسمة، في آسيا وأفريقيا في مناطق تعتمد على هطول الأمطار لزراعة المحاصيل الغذائية. تزداد الحاجة إلى الغذاء مع تزايد أعداد سكان العالم، ولكن من المرجح أن تؤدي تقلبات المناخ إلى جعل الزراعة أكثر صعوبة. من الممكن أن تساهم مجموعة من مخازن المياه في مساعدة المزارعين في التغلب على موجات الجفاف التي قد تؤدي إلى فشل محاصيلهم. أظهرت الدراسات الميدانية فعالية تخزين المياه على نطاق ضيق. على سبيل المثال، تبين أن استخدام أحواض زراعة صغيرة في «حصاد» المياه في زيمبابوي من شأنه أن يعزز إنتاجية محاصيل الذرة، سواء كانت الأمطار وفيرة أو لا. وزادت إنتاجية محاصيل الدخن بمقدار ثلاثة أو أربعة أضعاف في النيجر.

## التلوث
اعتبارًا من عام 2010، أفادت التقارير بأن ما يقارب نصف سكان العالم يعتمدون على تخزين المياه في المنازل نظرًا لنقص شبكات إمداد المياه الكافية. ارتجل العديد حلولًا منزلية من المواد المتاحة. أُشير إلى أن الافتقار إلى الأدوات والمعدات المناسبة للبناء يؤدي إلى نظام يرجح اشتماله على خروقات، ما يجعله أكثر عرضة للتلوث من البيئة والمستخدمين.

### عوامل شائعة
- مواد التسقيف: يُستخدم الصفيح الرصاصي غير المصقول مادة للتسقيف في بعض مناطق العالم. في دراسة أُجريت في أستراليا من عام 2005 إلى 2006، وجد الباحثون أن تخزين مياه الأمطار في الموقع كان أكثر حمضية، واحتوى على مستويات مرتفعة من المعادن الثقيلة.[13]
- غسل اليدين: عند تخزين الماء في خزانات الاستهلاك، يمكن أن يصبح غسل الأيدي عاملًا في تلوث الخزان الذي يفتقر إلى نظام صنبور مناسب، أو في حال الافتقار إلى التوعية بشأن المخاطر التي يفرضها استخدام الأيدي في استهلاك المياه. في دراسة أُجريت في عام 2009، عُثر على مؤشرات بكتيريا برازية في خزانات المياه في تنزانيا أكثر بنسبة 140-180% من المياه التي زُوّدت بها.[12]
- نفاد الأسمدة.[14]

### مخاطر شائعة
- التسمم بالفلورايد
- التسمم بالزرنيخ
- البكتيريا وغيرها من الملوثات العضوية